# Willem Jan Jacobus Oswald de Wilde
Willem Jan Jacobus Oswald de Wilde (1936 ) es un botánico, y explorador alemán.
Es investigador y profesor en la Universidad Leiden, y se ha especializado en la familia de Myristicaceae.
Ha realizado extensas exploraciones en África, Mauritania, Camerún, Chad, Etiopía, Costa de Marfil.

## Algunas publicaciones
- 2007. Gynostemma (Cucurbitaceae) in Thailand and Malesia. de Wilde, W.J.de Wilde; Duyfjes, B.E.E. Blumea J.Plant Taxonomy & Plant Geography, vol. 52, pp. 263-280 (copia  (enlace roto disponible en Internet Archive; véase el historial, la primera versión y la última).
- 2004. Wilde, W.J.J.O. de & B.E.E. Duyfjes. Review of the genus Solena (Cucurbitaceae). Blumea 49:69–81
- 1993. Wolff, W.J.; J.van der Land, P.H. Nienhuis; W.J.de Wilde, editores. Autor del Cap. VII: Ecological Studies in the Coastal Waters of Mauritania. Hidrobiología, Vol. 258, N.º 1-3, mayo de 1993
- 1979. New account of the genus Knema (Myristicaceae). Blumea 25(2): 321-478
- 1971. Isosyntype of Adenia longestipitata, familia Passifloraceae. Verified by W.J.J.O. de Wilde, 1971
- 1968. Adenia hondala (Gaertn.). Blumea 15:265. 1968

- La abreviatura «W.J.de Wilde» se emplea para indicar a Willem Jan Jacobus Oswald de Wilde como autoridad en la descripción y clasificación científica de los vegetales.[4]

Ha realizado reconocimientos y nombramientos de nuevas especies botánicas solo o en coautoría de (Duyfjes), Brigitta Emma Elisabeth Duyfjes